# Хуан Алмейда Боске
Хуан Алмейда Боске (на испански: Juan Almeida Bosque) е кубински революционер и политик, съратник на Фидел Кастро, команданте на кубинската революция. Заместник-председател на Държавния съвет (вицепрезидент) на Куба. Член на Политбюро на ЦК на Кубинската комунистическа партия.
Той е сред малкото носители на почетното звание „герой на Република Куба“.
Преминава през всички етапи на кубинската революция – участва в атаката срещу казармата Монкада. Изгнаник в Мексико, завръща се с яхтата „Гранма“ за завземане на властта. Участва в управлението на страната.
Известен е също и като поет и композитор. Автор е на 300 песни и 50 поеми.
Във връзка с кончината на Боске в страната е обявен национален траур. Правителството е обявило, че съгласно волята му неговите тленни останки няма да бъдат изложени публично за прощаване, а ще бъдат погребани с почести в мавзолей в планината край Сантяго де Куба, където е воювал по време на революцията.
1. 1 2  Cuban revolutionary Almeida dies